# Limodorum abortivum
Il fior di legna (Limodorum abortivum (L.) Sw., 1799) è una pianta appartenente alla famiglia delle Orchidacee.
L'epiteto specifico deriva dal latino abortus = aborto, in riferimento alle foglie squamiformi, come abortite.

## Descrizione

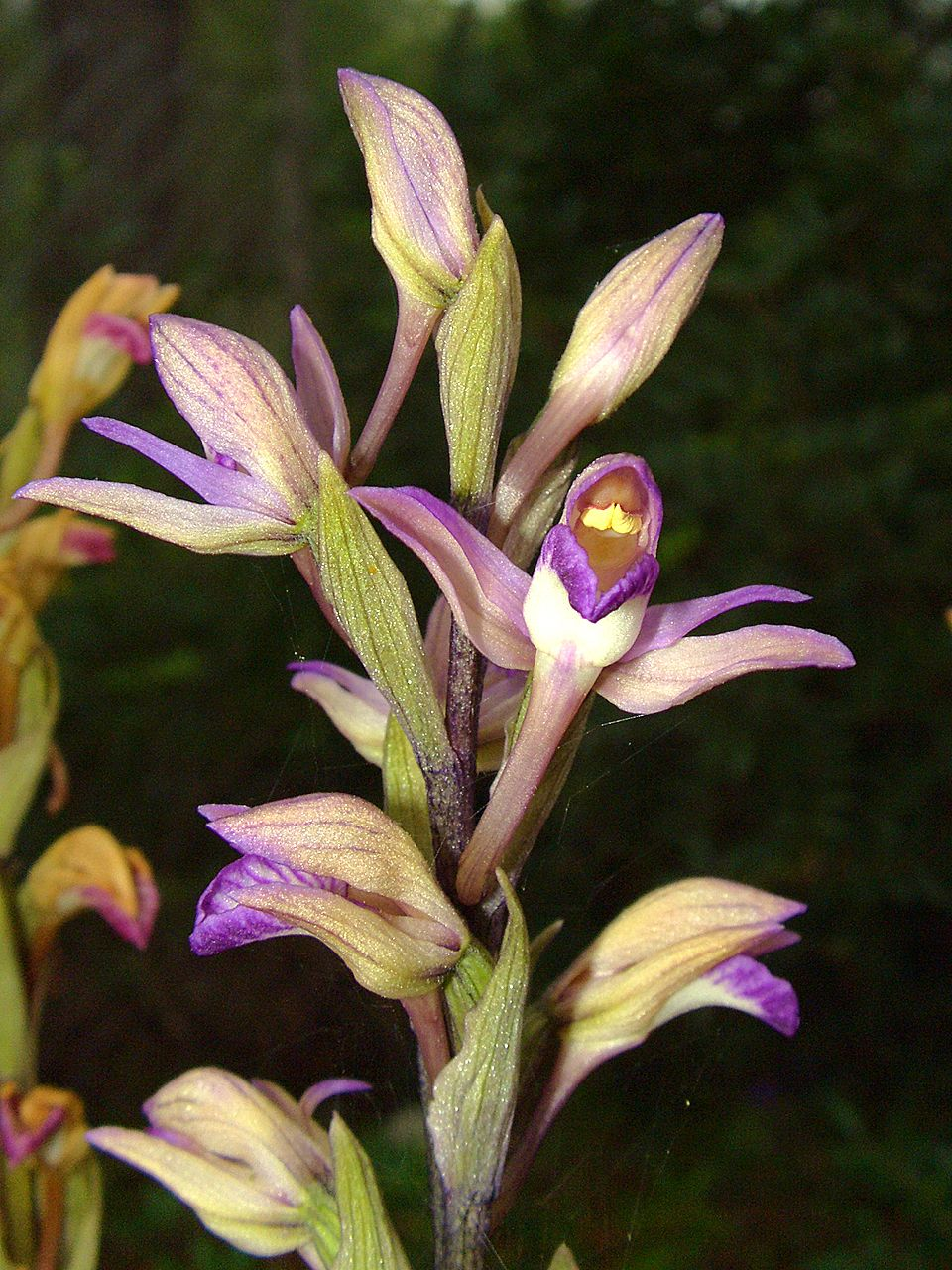
Infiorescenza

È una pianta alta da 20 a 80 cm.
L'apparato radicale è costituito da un breve rizoma e numerose corte radici micorriziche.
Il fusto è robusto, di colore violaceo o bruno-violaceo.
Le foglie sono ridotte a squame guainanti il fusto e sono povere di clorofilla.
L'infiorescenza è lunga e lassa, a racemo, con un numero di fiori variabile da 8 a 20, grandi e di colore bianco-violaceo. Il labello è arcuato e più corto dei sepali, con ipochilo ristretto alla base ed epichilo allargato all'estremità, percorso da venature violacee più intense, con bordi laterali ondulati e rialzati. Lo sperone è più o meno lungo come l'ovario, nettarifero. Il ginostemio è allungato, di colore giallo arancio.
Fiorisce da metà aprile a fine giugno.

## Distribuzione e habitat
Ha una distribuzione eurimediterranea, che raggiunge la Germania a nord e l'Iran ad est.
In Italia è una specie piuttosto diffusa in tutto il territorio.
Cresce prevalentemente in boschi termofili di conifere e di latifoglie, macchie, radure e cespuglieti, su suolo preferibilmente calcareo, da 0 a 1800 m di altitudine.

## Biologia
Raramente impollinata dagli insetti, la pianta, pur producendo nettare che viene depositato nel lungo sperone, ricorre per la produzione dei semi maggiormente all'autoimpollinazione, che può avvenire anche senza l'apertura dei fiori (cleistogamia).

## Tassonomia
Sono state descritte quattro varietà:
- Limodorum abortivum var. abortivum
- Limodorum abortivum var. gracile (B.Willing & E.Willing) Kreutz - diffusa in Grecia
- Limodorum abortivum var. rubrum H.Sund. ex Kreutz - Cipro, Turchia e Crimea
- Limodorum abortivum var. viride Fateryga & Kreutz - Crimea